# マグヌス2世 (メクレンブルク公)
マグヌス2世（Magnus II., 1441年 - 1503年11月20日）は、メクレンブルク公（在位：1477年 - 1503年）。

## 生涯
マグヌス2世はメクレンブルク公ハインリヒ4世とブランデンブルク選帝侯フリードリヒ1世の娘ドロテア・フォン・ブランデンブルクの息子として生まれた。ハインリヒ4世は、それぞれ1436年のヴェルレおよび1471年のシュタルガルトの相続を通じて、メクレンブルクの領土を自らの統治の下で再統一した。ハインリヒ4世の晩年は、享楽的な贅沢が激しくなり、マグヌス2世とその兄のアルブレヒト6世およびヨハン6世が統治を引き継いだ。ヨハン6世は1474年に死去し、未亡人ゾフィー・ド・ポンメルン＝シュテティーン（ポンメルン公エーリヒ2世の娘）を残したが、マグヌス2世は1478年5月29日にゾフィーと結婚した。
1477年にハインリヒ4世が亡くなった後、マグヌス2世は兄アルブレヒト6世と共同で公国を統治した。1483年にアルブレヒト6世が亡くなった後、弟のバルタザールは統治にまったく関心がなかったため、マグヌス2世が単独で統治した。マグヌス2世は1503年に亡くなるまで統治し、その後息子のハインリヒ5世、エーリヒ2世、アルブレヒト7世が跡を継いだ。3人は当初は共同統治を行い、1520年に領土をメクレンブルク＝シュヴェリーンとメクレンブルク＝ギュストローに分割した。
ハインリヒ4世の贅沢な宮廷生活により、公領の借金は増大していたが、マグヌス2世はその借金を減らそうとした。マグヌス2世は公爵家の財政をあらゆる面で削減し、品物や宝物を質入れした。また、臨時のベデンの導入（ニーダーサクソンのベデンから：農奴により荘園に届けられる物品）を通じて、崩壊した財政を回復させようとした。これにより、より独立した立場を獲得しようとしていたハンザ同盟の都市ロストックとヴィスマールとの間に緊張が生じた。
1487年、ロストックで「ロストック大聖堂のフェーデ」（ドイツ語：Rostock Domfehde）といわれる反乱が勃発した。きっかけは聖ヤコブ教会（ヤコビ教会）に聖堂参事会教会（通称ドム）が創建されたことにあった。これにより、マグヌス2世は大学の資金調達と市内における権力の確保を考えた。1487年1月12日、教会が奉献される予定であった日に、首席司祭トーマス・ローデが路上で殺害された。聖別式に出席していた高官たちは市から逃亡しなければならなかった。マグヌス2世は側近が襲われたことで、自らの命の危険を感じた。マグヌス2世の命は、乱戦の最中にマグヌス2世の上に身を投じたボディーガードによって守られた。反乱は1491年まで続いた。最終的に、反乱軍の指導者ハンス・ルンゲと他の3人の反乱分子が処刑され、市は大聖堂の参事会を認め、多額の罰金を支払い、公爵のすべての特権を認めなければならなかった。神聖ローマ皇帝フリードリヒ3世と教皇インノケンティウス8世によりマグヌスとバルタザールに課された破門と禁止令はその後取り消された。
領内でのこのような対立に加え、マグヌス2世は当時の常として、相続、領地、国境などを巡って近隣の領主や家臣たちと争いを起こした。マグヌス2世は戦いに参加したり、対立する当事者間の調停を行ったりした。バルト海とシュヴェリーン湖を経由してエルベ川と北海を結ぶ運河計画や、メクレンブルク貨幣の品質向上など、マグヌスによる領土の経済的立場に利益をもたらすための計画は、資金不足のため無期限に延期されなければならなかった。1492年、シュテルンベルクの27人のユダヤ人が、聖体拝領の聖餅を冒涜した罪で死刑を宣告された。マグヌス2世はこの評決を承認し、ユダヤ人は火あぶりの刑に処された。
家庭生活では、2人の娘が高位のドイツの諸侯と結婚するのを見て喜んだ。娘アンナはヘッセン家の当主と、ゾフィーはエルンスト系ヴェッティン家の当主とそれぞれ結婚した。また、マグヌス2世の死後、末娘カタリーナはザクセン選帝侯モーリッツの母となった。
マグヌス2世は1503年11月20日にヴィスマールで亡くなり、ドベラーン修道院に埋葬された。

## 子女
マグヌス2世はポメラニア公エーリヒ2世の娘ゾフィー・ド・ポンメルン＝シュテティーンと結婚し、以下の子女をもうけた。
- ハインリヒ5世（1479年 - 1552年） - メクレンブルク＝シュヴェリーン公
- ドロテア（1480年10月21日 - 1537年9月1日） - 1498年2月24日よりリーブニッツ女子修道院長
- ゾフィー（1481年 - 1503年） - 1500年3月1日にザクセン選帝侯ヨハンと結婚
- エーリヒ2世（1483年 - 1508年） - メクレンブルク＝シュヴェリーン公
- アンナ（1485年 - 1525年） - 1500年10月20日にヘッセン方伯ヴィルヘルム2世と結婚、1519年9月7日にオットー・フォン・ゾルムス＝ラウバッハと結婚
- アルブレヒト7世（1486年 - 1547年） - メクレンブルク＝ギュストロー公
- カタリーナ（1487年 - 1561年） - 1512年7月6日にザクセン公ハインリヒ4世と結婚